# Jüdische Gemeinde Eppingen

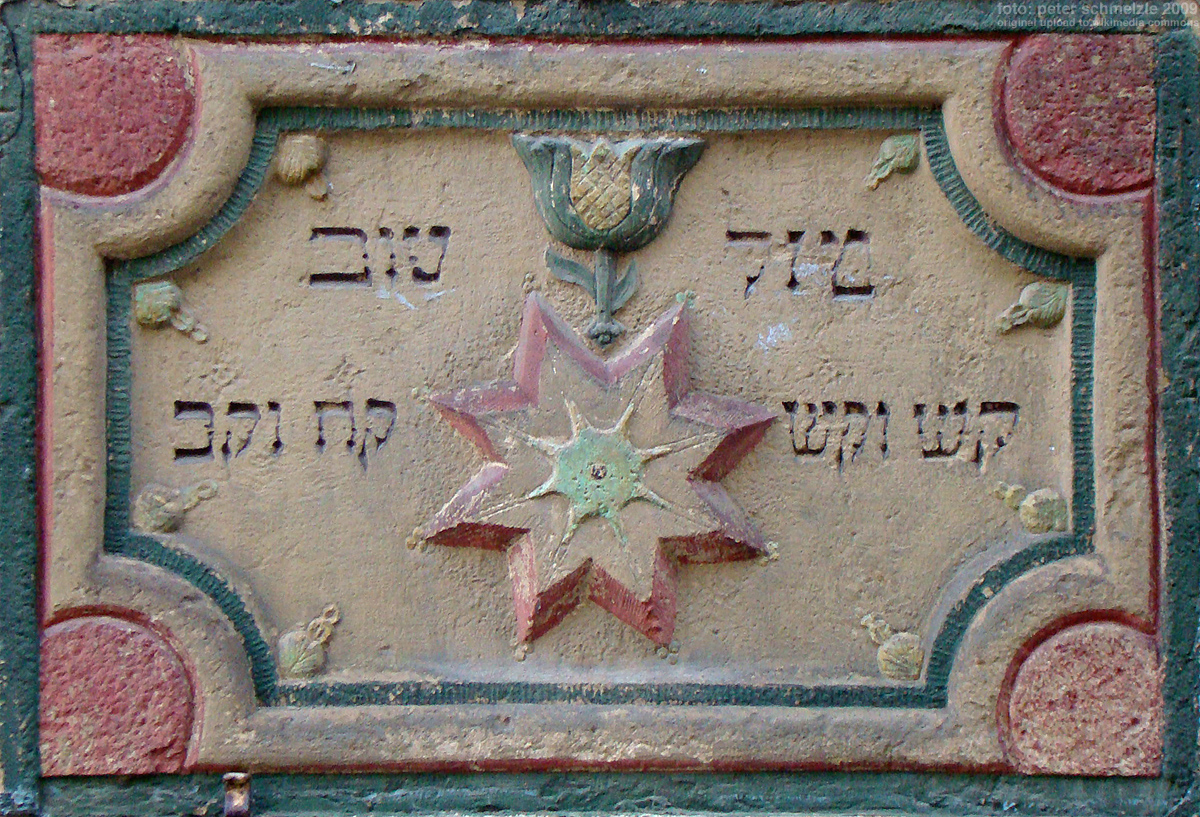
Hochzeitsstein der Alten Synagoge in Eppingen

Eine Jüdische Gemeinde in Eppingen ist bereits im 14. Jahrhundert belegt. Eine größere Gemeinde bildete sich nach dem Dreißigjährigen Krieg, umfasste 1839 über 220 Personen und verfügte über eine Synagoge, eine israelitische Schule (1825–1868) und einen eigenen Jüdischen Friedhof. Die Gemeindegröße sank durch Ab- und Auswanderung ab der zweiten Hälfte des 19. Jahrhunderts, die Gemeinde ist dann während des Holocausts zur Zeit des Nationalsozialismus praktisch erloschen.

## Geschichte

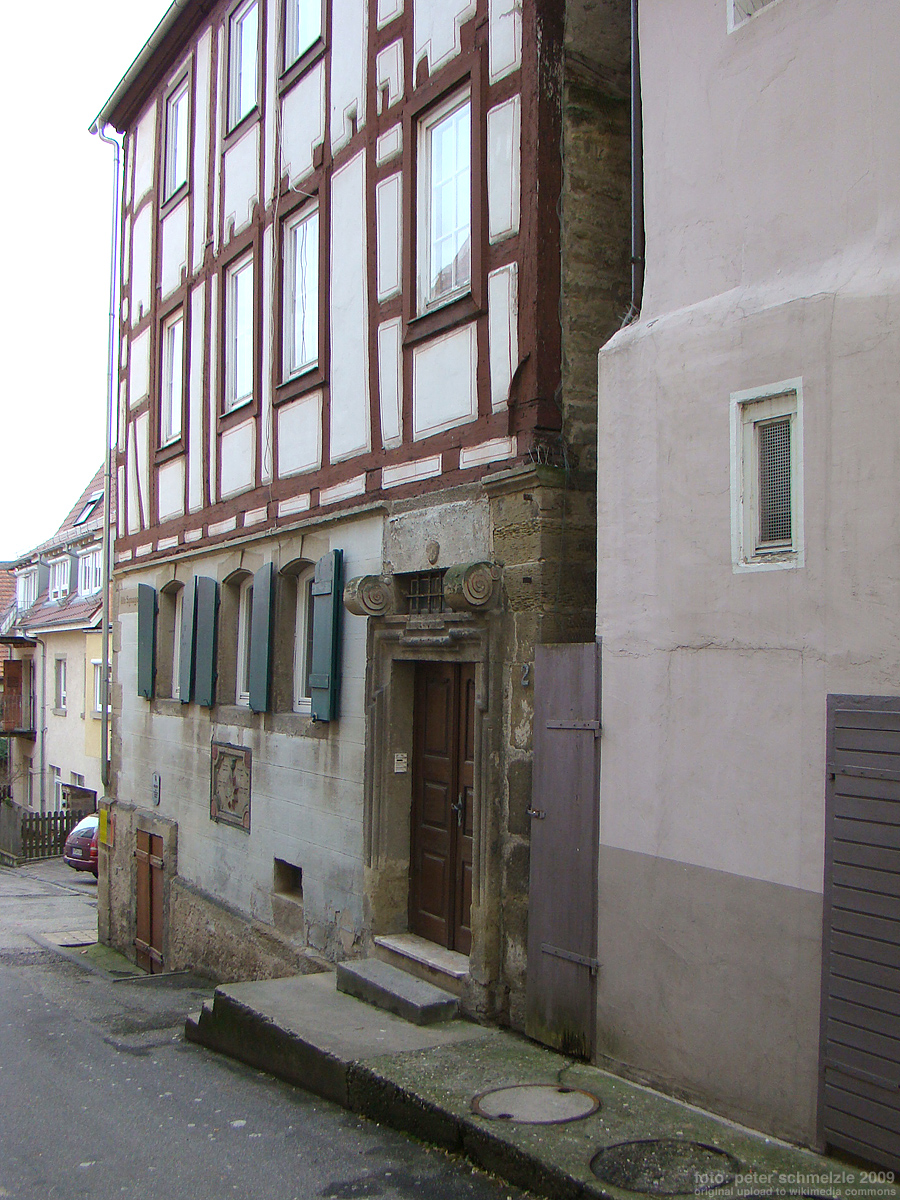
Die Alte Synagoge wurde 1772 erbaut und bis 1873 als Synagoge genutzt

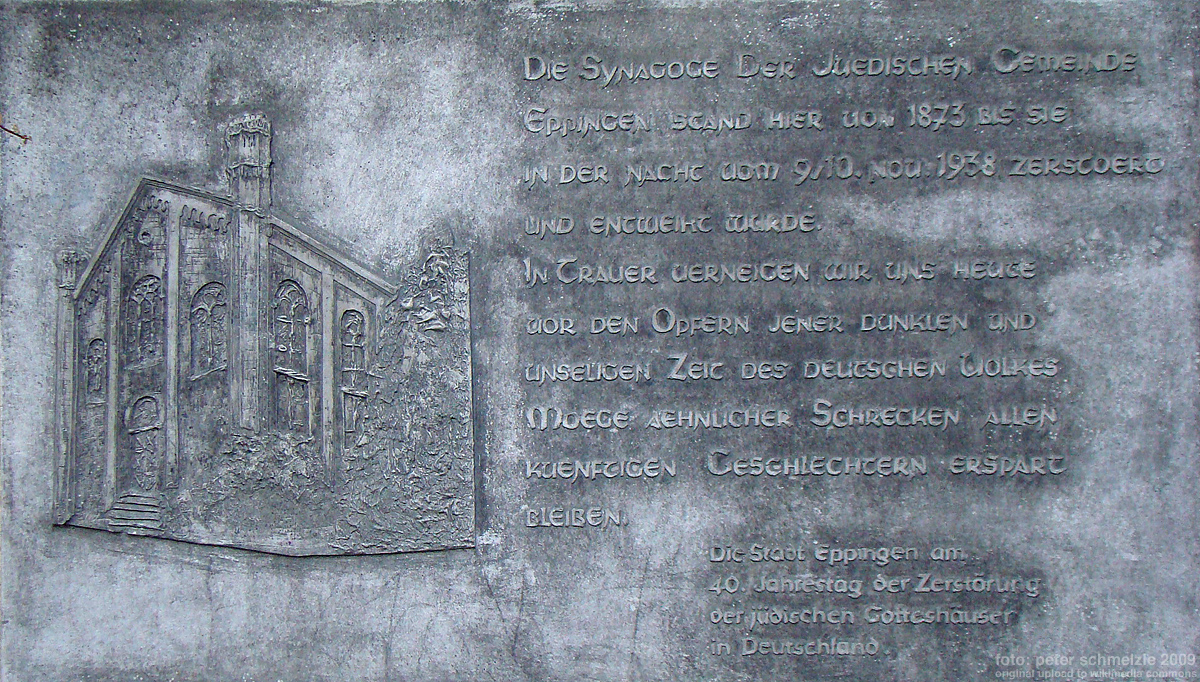
Gedenktafel am Platz der 1940 abgerissenen Neuen Synagoge

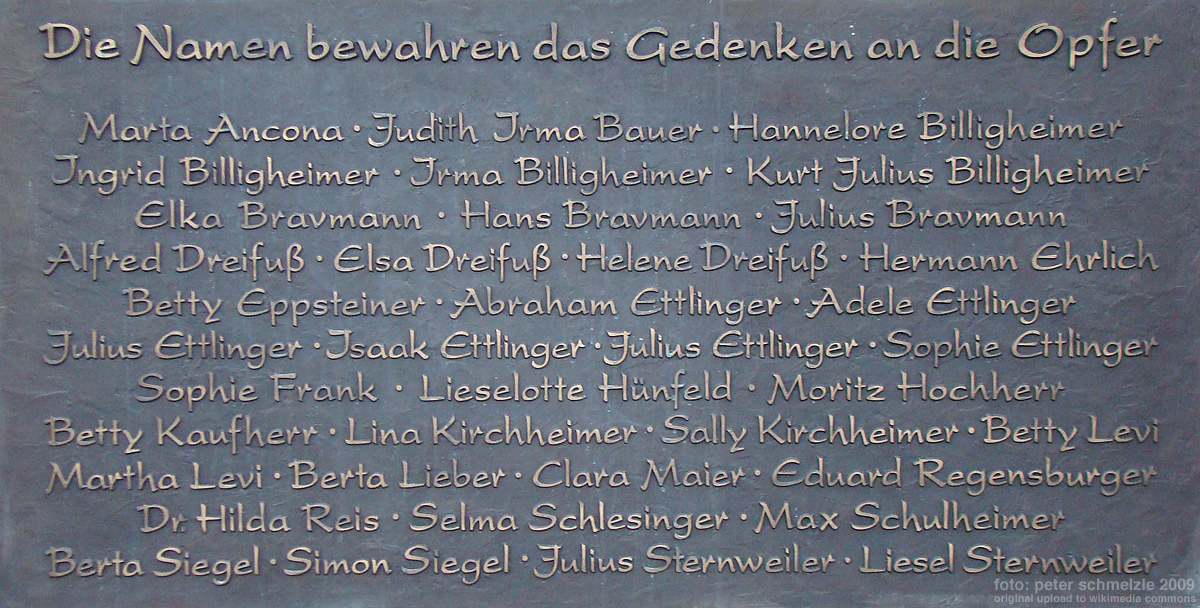
Gedenktafel für die erloschene jüdische Gemeinde

Juden sind in Eppingen bereits im 14. Jahrhundert belegt, jedoch fielen diese wohl den Judenverfolgungen zur Zeit des Schwarzen Todes während der Pestjahre 1348 bis 1350 zum Opfer oder wanderten später nach Heilbronn ab. Im 15. und 16. Jahrhundert waren dann nur einzelne Familien ansässig, von 1549 bis 1659 gibt es keine Belege über Juden in Eppingen. 
Eine größere Gemeinde bildete sich erst gegen Ende des 17. Jahrhunderts, die bis 1736 auf zehn Familien mit zusammen 54 Personen anwuchs. 1749 wird erstmals eine Judenschule genannt, die sich entweder in der Alten Universität oder im Haus Metzgergasse 1 des Löw Mayer befand und 1772 durch einen Neubau in der Küfergasse 2 (heutige Alte Synagoge) ersetzt wurde, wo wohl bereits im 16. Jahrhundert die Mikwe (rituelles Bad) bestand. Das traditionelle Begräbnis der Eppinger Juden war auf dem Jüdischen Friedhof Oberöwisheim, vereinzelt auch auf dem Jüdischen Friedhof Heinsheim. 1818/19 wurde auf der Kuppe des Hellberges der Eppinger Judenfriedhof eingerichtet. Wenig später gab es in Eppingen auch eine der ersten israelitischen Schulen in Baden, die in ihren frühen Jahren wegen des überwiegend auf Hebräisch gehaltenen Unterrichts und des Lebenswandels des Lehrers Michael Hirsch in die Kritik geriet und bis 1868 bestand. Die jüdische Gemeinde wurde 1827 dem Rabbinat Sinsheim zugeordnet. 
1830/31 kam es in Eppingen wie auch in anderen badischen Gemeinden zu Ausschreitungen gegen Juden, nachdem diese nach der Erlangung des Ortsbürgerrechts in den Genuss der begehrten Bürgerholzgaben kommen wollten, was ihnen die christlichen Bürger neideten und was in Eppingen bis 1872 zu langwierigen Streitigkeiten führte. Die größte Mitgliederzahl hatte die jüdische Gemeinde im Jahr 1839 mit 222 Personen; sie nahm dann aber durch Aus- und Abwanderung wieder stark ab. 1841 wurde ein neues jüdisches Frauenbad erbaut, 1872/73 nach Plänen des Bruchsaler Architekten Lößlin eine neue Synagoge an der Kaiserstraße. Ab 1877 war die israelitische Gemeinde dem Rabbinat Bretten zugeordnet. 1875 wurden 147 Personen gezählt, 1900 waren es noch 124 Personen, 1925 noch 71 und 1933 noch 65.

## Nationalsozialistische Verfolgung
Die neue Synagoge wurde während der Novemberpogrome 1938 niedergebrannt und 1940 abgerissen. Bis 1940 waren die meisten Eppinger Juden ausgewandert oder in größere Städte verzogen. Die letzten vier Eppinger Juden (die Ehepaare Siegel und Sternweiler) wurden im Zuge der Wagner-Bürckel-Aktion am 22. Oktober 1940 deportiert. Zwei in Mischehen lebende jüdische Frauen überlebten die Kriegs- und Verfolgungszeit in Eppingen.
Das Gedenkbuch des Bundesarchivs verzeichnet 24  in Eppingen geborene jüdische Bürger, die dem Völkermord des nationalsozialistischen Regimes zum Opfer fielen.
An die jüdische Gemeinde in Eppingen erinnert heute noch die Alte Synagoge, deren rituelles Bad im Kellergeschoss als Erinnerungsstätte eingerichtet ist und an deren Fassade sich ein dekorativer Hochzeitsstein befindet. Außerdem sind am ehemaligen Standort der neuen Synagoge Gedenktafeln angebracht. Auf dem jüdischen Friedhof am Ende der Weinbrennerstraße sind zahlreiche historische Grabmale erhalten.

## Gemeindeentwicklung
| Jahr | Gemeindemitglieder |  |
| ---- | ------------------ |  |
| 1705 | 4 Familien         |  |
| 1729 | 10 Personen        |  |
| 1736 | 54 Personen        |  |
| 1765 | 16 Personen        |  |
| 1771 | 46 Personen        |  |
| 1825 | 187 Personen       |  |
| 1839 | 222 Personen       |  |
| 1864 | 181 Personen       |  |
| 1875 | 147 Personen       |  |
| 1900 | 124 Personen       |  |
| 1925 | 71 Personen        |  |
| 1933 | 60 Personen        |  |

## Persönlichkeiten
- Leopold Regensburger (1834–1900), Rechtsanwalt
- Hillel Sondheimer (1840–1899), war Rabbiner und Autor von Büchern für den jüdischen Religionsunterricht.
- Selma Rosenfeld (1892–1984), Lehrerin und Professorin